# UEFA Champions League 2016-2017 (fase a eliminazione diretta)
La fase a eliminazione diretta della UEFA Champions League 2016–2017 si è disputata tra il 14 febbraio 2017 e il 3 giugno 2017. Hanno preso parte a questa fase della competizione 16 club: le due semifinaliste vincenti sono state Juventus e Real Madrid, che si sono sfidate nella finale di Cardiff (Galles) del 3 giugno 2017.

## Date
| Fase                        | Turno            | Sorteggio                              | Andata                      | Ritorno                |
| --------------------------- | ---------------- | -------------------------------------- | --------------------------- | ---------------------- |
| Fase a eliminazione diretta | Ottavi di finale | 12 dicembre 2016, ore 12:00 CET (Nyon) | 14-15 e 21-22 febbraio 2017 | 7-8 e 14-15 marzo 2017 |
| Fase a eliminazione diretta | Quarti di finale | 17 marzo 2017, ore 12:00 CET (Nyon)    | 11-12 aprile 2017           | 18-19 aprile 2017      |
| Fase a eliminazione diretta | Semifinali       | 21 aprile 2017, ore 12:00 CEST (Nyon)  | 2-3 maggio 2017             | 9-10 maggio 2017       |
| Finale                      | Finale           | 21 aprile 2017, ore 12:00 CEST (Nyon)  | 3 giugno 2017               | 3 giugno 2017          |

## Squadre
| Legenda                                           | Legenda               | Legenda                         |
| ------------------------------------------------- | --------------------- | ------------------------------- |
| Le due semifinaliste vincenti disputano la finale |                       |                                 |
| I club sconfitti agli ottavi di finale,           | ai quarti di finale e | nelle semifinali sono eliminati |

| Squadre             | Coeff   |
| ------------------- | ------- |
| Real Madrid         | 176.142 |
| Bayern Monaco       | 163.035 |
| Barcellona          | 159.142 |
| Atlético Madrid     | 144.142 |
| Benfica             | 116.616 |
| Paris Saint-Germain | 112.549 |
| Borussia Dortmund   | 110.035 |
| Juventus            | 107.087 |

| Squadre          | Coeff   |
| ---------------- | ------- |
| Arsenal          | 105.256 |
| Manchester City  | 99.256  |
| Siviglia         | 95.642  |
| Porto            | 92.616  |
| Napoli           | 90.087  |
| Bayer Leverkusen | 89.035  |
| Monaco           | 36.549  |
| Leicester City   | 15.256  |

| Gruppo | Testa di serie    | Non testa di serie  |
| ------ | ----------------- | ------------------- |
| A      | Arsenal           | Paris Saint-Germain |
| B      | Napoli            | Benfica             |
| C      | Barcellona        | Manchester City     |
| D      | Atlético Madrid   | Bayern Monaco       |
| E      | Monaco            | Bayer Leverkusen    |
| F      | Borussia Dortmund | Real Madrid         |
| G      | Leicester City    | Porto               |
| H      | Juventus          | Siviglia            |

## Tabellone
|  | Ottavi di finale    | Ottavi di finale  | Ottavi di finale | Ottavi di finale |   |                   | Quarti di finale | Quarti di finale | Quarti di finale | Quarti di finale |  |             | Semifinali | Semifinali | Semifinali | Semifinali |          |   | Finale | Finale |
|  |                     |                   |                  |                  |   |                   |                  |                  |                  |                  |  |             |            |            |            |            |          |   |        |        |
|  | Benfica             | 1                 | 0                | 1                |   |                   |                  |                  |                  |                  |  |             |            |            |            |            |          |   |        |        |
|  | Borussia Dortmund   | 0                 | 4                | 4                |   |                   |                  |                  |                  |                  |  |             |            |            |            |            |          |   |        |        |
|  | Borussia Dortmund   | 0                 | 4                | 4                |   | Borussia Dortmund | 2                | 1                | 3                |                  |  |             |            |            |            |            |          |   |        |        |
|  |                     |                   |                  |                  |   | Borussia Dortmund | 2                | 1                | 3                |                  |  |             |            |            |            |            |          |   |        |        |
|  |                     | Monaco            | 3                | 3                | 6 |                   |                  |                  |                  |                  |  |             |            |            |            |            |          |   |        |        |
|  | Manchester City     | Monaco            | 3                | 3                | 6 | 5                 | 1                | 6                |                  |                  |  |             |            |            |            |            |          |   |        |        |
|  | Manchester City     |                   |                  |                  |   | 5                 | 1                | 6                |                  |                  |  |             |            |            |            |            |          |   |        |        |
|  | Monaco (gfc)        | 3                 | 3                | 6                |   |                   |                  |                  |                  |                  |  |             |            |            |            |            |          |   |        |        |
|  | Monaco (gfc)        | 3                 | 3                | 6                |   |                   |                  |                  |                  |                  |  | Monaco      | 0          | 1          | 1          |            |          |   |        |        |
|  |                     |                   |                  |                  |   |                   |                  |                  |                  |                  |  | Monaco      | 0          | 1          | 1          |            |          |   |        |        |
|  |                     | Juventus          | 2                | 2                | 4 |                   |                  |                  |                  |                  |  |             |            |            |            |            |          |   |        |        |
|  | Porto               | Juventus          | 2                | 2                | 4 | 0                 | 0                | 0                |                  |                  |  |             |            |            |            |            |          |   |        |        |
|  | Porto               |                   |                  |                  |   | 0                 | 0                | 0                |                  |                  |  |             |            |            |            |            |          |   |        |        |
|  | Juventus            | 2                 | 1                | 3                |   |                   |                  |                  |                  |                  |  |             |            |            |            |            |          |   |        |        |
|  | Juventus            | 2                 | 1                | 3                |   | Juventus          | 3                | 0                | 3                |                  |  |             |            |            |            |            |          |   |        |        |
|  |                     |                   |                  |                  |   | Juventus          | 3                | 0                | 3                |                  |  |             |            |            |            |            |          |   |        |        |
|  |                     | Barcellona        | 0                | 0                | 0 |                   |                  |                  |                  |                  |  |             |            |            |            |            |          |   |        |        |
|  | Paris Saint-Germain | Barcellona        | 0                | 0                | 0 | 4                 | 1                | 5                |                  |                  |  |             |            |            |            |            |          |   |        |        |
|  | Paris Saint-Germain |                   |                  |                  |   | 4                 | 1                | 5                |                  |                  |  |             |            |            |            |            |          |   |        |        |
|  | Barcellona          | 0                 | 6                | 6                |   |                   |                  |                  |                  |                  |  |             |            |            |            |            |          |   |        |        |
|  | Barcellona          | 0                 | 6                | 6                |   |                   |                  |                  |                  |                  |  |             |            |            |            |            | Juventus | 1 |        |        |
|  |                     |                   |                  |                  |   |                   |                  |                  |                  |                  |  |             |            |            |            |            |          | 1 |        |        |
|  |                     | Real Madrid       | 4                |                  |   |                   |                  |                  |                  |                  |  |             |            |            |            |            |          |   |        |        |
|  | Bayern Monaco       | Real Madrid       | 4                | 5                | 5 | 10                |                  |                  |                  |                  |  |             |            |            |            |            |          |   |        |        |
|  | Bayern Monaco       |                   |                  | 5                | 5 | 10                |                  |                  |                  |                  |  |             |            |            |            |            |          |   |        |        |
|  | Arsenal             | 1                 | 1                | 2                |   |                   |                  |                  |                  |                  |  |             |            |            |            |            |          |   |        |        |
|  | Arsenal             | 1                 | 1                | 2                |   | Bayern Monaco     | 1                | 2                | 3                |                  |  |             |            |            |            |            |          |   |        |        |
|  |                     |                   |                  |                  |   | Bayern Monaco     | 1                | 2                | 3                |                  |  |             |            |            |            |            |          |   |        |        |
|  |                     | Real Madrid (dts) | 2                | 4                | 6 |                   |                  |                  |                  |                  |  |             |            |            |            |            |          |   |        |        |
|  | Real Madrid         | Real Madrid (dts) | 2                | 4                | 6 | 3                 | 3                | 6                |                  |                  |  |             |            |            |            |            |          |   |        |        |
|  | Real Madrid         |                   |                  |                  |   | 3                 | 3                | 6                |                  |                  |  |             |            |            |            |            |          |   |        |        |
|  | Napoli              | 1                 | 1                | 2                |   |                   |                  |                  |                  |                  |  |             |            |            |            |            |          |   |        |        |
|  | Napoli              | 1                 | 1                | 2                |   |                   |                  |                  |                  |                  |  | Real Madrid | 3          | 1          | 4          |            |          |   |        |        |
|  |                     |                   |                  |                  |   |                   |                  |                  |                  |                  |  | Real Madrid | 3          | 1          | 4          |            |          |   |        |        |
|  |                     | Atlético Madrid   | 0                | 2                | 2 |                   |                  |                  |                  |                  |  |             |            |            |            |            |          |   |        |        |
|  | Bayer Leverkusen    | Atlético Madrid   | 0                | 2                | 2 | 2                 | 0                | 2                |                  |                  |  |             |            |            |            |            |          |   |        |        |
|  | Bayer Leverkusen    |                   |                  |                  |   | 2                 | 0                | 2                |                  |                  |  |             |            |            |            |            |          |   |        |        |
|  | Atlético Madrid     | 4                 | 0                | 4                |   |                   |                  |                  |                  |                  |  |             |            |            |            |            |          |   |        |        |
|  | Atlético Madrid     | 4                 | 0                | 4                |   | Atlético Madrid   | 1                | 1                | 2                |                  |  |             |            |            |            |            |          |   |        |        |
|  |                     |                   |                  |                  |   | Atlético Madrid   | 1                | 1                | 2                |                  |  |             |            |            |            |            |          |   |        |        |
|  |                     | Leicester City    | 0                | 1                | 1 |                   |                  |                  |                  |                  |  |             |            |            |            |            |          |   |        |        |
|  | Siviglia            | Leicester City    | 0                | 1                | 1 | 2                 | 0                | 2                |                  |                  |  |             |            |            |            |            |          |   |        |        |
|  | Siviglia            |                   |                  |                  |   | 2                 | 0                | 2                |                  |                  |  |             |            |            |            |            |          |   |        |        |
|  | Leicester City      | 1                 | 2                | 3                |   |                   |                  |                  |                  |                  |  |             |            |            |            |            |          |   |        |        |

## Ottavi di finale

### Sorteggio
Ogni squadra arrivata prima nel proprio gruppo gioca contro una squadra arrivata seconda e viceversa e non si possono affrontare squadre della stessa nazione o provenienti dallo stesso gruppo.
Tali accoppiamenti sono stati sorteggiati con il seguente esito:
1. Manchester City - Monaco
2. Real Madrid - Napoli
3. Benfica - Borussia Dortmund
4. Bayern Monaco - Arsenal
5. Porto - Juventus
6. Bayer Leverkusen - Atlético Madrid
7. Paris Saint-Germain - Barcellona
8. Siviglia - Leicester City

### Riassunto delle partite
Allo stadio da Luz, il Benfica si impone per 1-0 sul Borussia Dortmund con la decisiva rete di Mītroglou al 48', avvenuta sugli sviluppi di un calcio d'angolo battuto da Pizzi: durante il match, i teutonici sprecano svariate occasioni per andare a segno, su tutte un calcio di rigore fallito da Aubameyang, che trova l'ottima opposizione del portiere avversario Ederson, mentre i lusitani sfruttano cinicamente l'unico tiro nello specchio della porta per ottenere un vantaggio minimo in vista del retour match. Nella gara di ritorno al Westfalenstadion, i tedeschi travolgono tuttavia i portoghesi con un perentorio 4-0, frutto della tripletta di Aubameyang e del gol di Pulisic, sovvertendo così la sconfitta dell'andata per qualificarsi ai quarti di finale con un risultato complessivo di 4-1 nel doppio confronto.

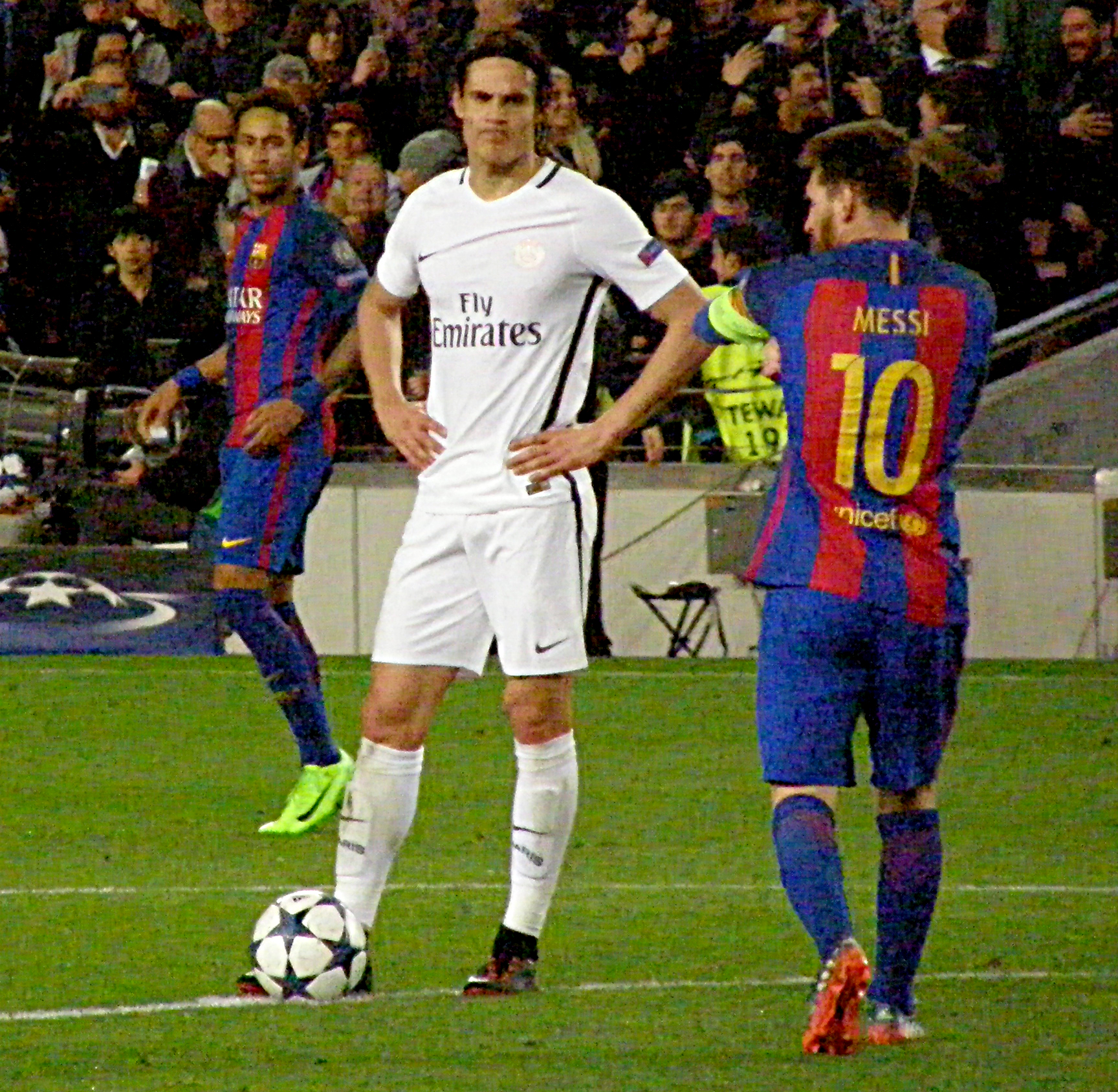
I blaugrana Messi (a destra) e Neymar (a sinistra), con al centro il parigino Cavani, durante il match del Camp Nou tra i padroni di casa del Barcellona e il Paris Saint-Germain.

Al Parco dei Principi, il Paris Saint-Germain batte nettamente il Barcellona per 4-0 grazie alla doppietta di Di María e alle reti di Draxler e Cavani, ipotecando prematuramente il discorso qualificazione. Nella partita di ritorno al Camp Nou, gli spagnoli passano in vantaggio al 3' con Suárez, per poi segnare altre due volte, rispettivamente con un autogol di Kurzawa al 40' (propiziato da una conclusione di Iniesta) e con un calcio di rigore trasformato da Messi al 50'. I francesi ristabiliscono tuttavia il divario con la rete di Cavani al 62', ma nei minuti finali dell'incontro, i catalani vanno a segno per tre volte, compiendo un vero e proprio miracolo sportivo in virtù della doppietta di Neymar (in gol su calcio di punizione all'88' e poi su calcio di rigore al 91') e del sigillo in extremis di Sergi Roberto, che al 95' trova il guizzo vincente per superare il portiere avversario Trapp e fissare il punteggio conclusivo sul 6-1 in favore dei catalani, i quali raggiungono clamorosamente i quarti di finale per la nona volta consecutiva (record) con un aggregato totale di 6-5 nella doppia sfida. Grazie a questo risultato, il Barcellona diventa inoltre la prima squadra nella storia della competizione a rimontare uno svantaggio di quattro reti subite nella gara di andata, nonché la quarta complessiva a riuscirci considerando tutte le manifestazioni UEFA per club.
All'Allianz Arena, il Bayern Monaco stende l'Arsenal con un sonoro 5-1, frutto della doppietta di Thiago Alcântara e delle marcature di Robben, Lewandowski e Müller, chiudendo anzitempo il discorso qualificazione, mentre è di Sánchez l'unica rete messa a segno dai londinesi. Nel match di ritorno all'Emirates Stadium, i tedeschi trionfano nuovamente sugli inglesi col medesimo risultato: i gol di Lewandowski, Robben, Douglas Costa e Vidal (autore di una doppietta) rimontano l'iniziale vantaggio avversario ad opera di Walcott e consentono dunque ai bavaresi di accedere per la sesta volta consecutiva ai quarti di finale sul punteggio complessivo di 10-2 nel doppio confronto. Per i britannici si tratta invece della settima eliminazione di fila agli ottavi di finale, oltre che della terza nelle ultime cinque edizioni per mano del Bayern Monaco.
Allo stadio Bernabéu, i campioni in carica del Real Madrid prevalgono in rimonta per 3-1 sul Napoli con le reti di Benzema, Kroos e Casemiro, che sovrastano appunto quella partenopea realizzata da Insigne, ottenendo quindi un gran vantaggio in ottica qualificazione. Nella gara di ritorno allo stadio San Paolo, gli italiani si portano illusoriamente in vantaggio con il gol di Mertens, salvo poi subire la reazione degli spagnoli, che vincono di nuovo in rimonta col medesimo risultato dell'andata grazie all'autogol di Mertens stesso, avvenuto sugli sviluppi di un calcio d'angolo, e alle marcature di Sergio Ramos e Morata, le quali permettono ai madrileni di avanzare per la settima volta consecutiva ai quarti di finale sull'aggregato totale di 6-2 nella doppia sfida.
Alla BayArena, l'Atlético Madrid, finalista della precedente edizione, espugna il campo del Bayer Leverkusen per 4-2 in seguito alla reti di Saúl Ñíguez, Griezmann, Gameiro (a segno su calcio di rigore) e Fernando Torres, che fanno da contraltare al gol avversario di Bellarabi e all'autorete di Savić (propiziata da un cross di Brandt) ed archiviano prematuramente il discorso qualificazione. Nella partita di ritorno allo stadio Vicente Calderón, gli spagnoli si limitano a gestire il largo vantaggio accumulato all'andata ed impongono difatti il pari per 0-0 ai tedeschi, raggiungendo così i quarti di finale per il quarto anno consecutivo sul risultato complessivo di 4-2 nel doppio confronto.
All'Etihad Stadium, il Manchester City ha la meglio sul Monaco con un pirotecnico 5-3: per i padroni di casa vanno in rete Sterling, Agüero (autore di una doppietta), Stones e Sané, mentre gli ospiti rispondono con la doppietta di Falcao e il gol dell'astro nascente Mbappé, lasciando comunque aperto il discorso qualificazione in vista del retour match. Nella gara di ritorno allo Stade Louis II, i francesi trovano tenacemente il doppio vantaggio con le marcature di Mbappé all'8' e Fabinho al 29', ma la rete avversaria di Sané al 71' sembra riportare il passaggio del turno a favore degli inglesi. Dopo appena sei minuti dal gol patito, i monegaschi segnano tuttavia nuovamente con Bakayoko, il cui colpo di testa, avvenuto sugli sviluppi di una punizione battuta da Lemar, supera il portiere avversario Caballero e fissa il risultato sul definitivo 3-1, che consente ai transalpini di ottenere un rocambolesco accesso ai quarti di finale grazie alla regola dei gol in trasferta sull'aggregato totale di 6-6 nella doppia sfida.
Allo stadio do Dragão, la Juventus batte 2-0 il Porto con le reti di Pjaca e Dani Alves, realizzate nel giro di due minuti tra il 72' e il 74', ipotecando prematuramente il passaggio del turno. Nella partita di ritorno allo Juventus Stadium, gli italiani regolano nuovamente i portoghesi, trionfando 1-0 con la decisiva rete di Dybala su calcio di rigore al 42', concesso dall'arbitro Hațegan per un evidente tocco di mano da parte di Maxi Pereira, che blocca un tiro ravvicinato di Higuaín e viene direttamente espulso nella circostanza. In virtù di tali risultati, i torinesi agguantano una tranquilla qualificazione ai quarti di finale sul computo totale di 3-0 nel doppio confronto.
Allo stadio Ramón Sánchez-Pizjuán, il Siviglia, detentore dell'Europa League, supera 2-1 l'esordiente Leicester City con le marcature di Sarabia e Correa (quest'ultimo sbaglia inoltre un calcio di rigore, neutralizzato dal portiere avversario Schmeichel), cui segue il gol britannico ad opera di Vardy, che accorcia le distanze in favore degli ospiti e mantiene in bilico il discorso qualificazione. Nel match di ritorno al King Power Stadium, gli inglesi vincono invece 2-0 contro gli spagnoli grazie alle reti di Morgan e Albrighton, ribaltando dunque il punteggio dell'andata per ottenere il loro primo storico passaggio ai quarti di finale sul risultato complessivo di 3-2 nella doppia sfida.

#### Andata
| Arbitro: | Nicola Rizzoli |

|               |           |  |
| Mītroglou 48’ | Marcatori |  |

| Arbitro: | Szymon Marciniak |

|                                          |           |  |
| Di María 18’, 55’ Draxler 40’ Cavani 72’ | Marcatori |  |

| Arbitro: | Milorad Mažić |

|                                                                 |           |                    |
| Robben 11’ Lewandowski 53’ Thiago Alcántara 56’, 63’ Müller 88’ | Marcatori | 30’ Alexis Sánchez |

| Arbitro: | Damir Skomina |

|                                    |           |            |
| Benzema 18’ Kroos 49’ Casemiro 54’ | Marcatori | 8’ Insigne |

| Arbitro: | William Collum |

|                                |           |                                                      |
| Bellarabi 48’ Savić 68’ (aut.) | Marcatori | 17’ Saúl 25’ Griezmann 59’ (rig.) Gameiro 86’ Torres |

| Arbitro: | Antonio Mateu Lahoz |

|                                                  |           |                            |
| Sterling 26’ Agüero 58’, 71’ Stones 77’ Sané 82’ | Marcatori | 32’, 61’ Falcao 40’ Mbappé |

| Arbitro: | Felix Brych |

|  |           |                          |
|  | Marcatori | 72’ Pjaca 74’ Dani Alves |

| Arbitro: | Clément Turpin |

|                        |           |           |
| Sarabia 25’ Correa 62’ | Marcatori | 73’ Vardy |

#### Ritorno
| Arbitro: | Anastasios Sidīropoulos |

|             |           |                                                                    |
| Walcott 20’ | Marcatori | 55’ (rig.) Lewandowski 68’ Robben 78’ Douglas Costa 80’, 85’ Vidal |

| Arbitro: | Cüneyt Çakır |

|             |           |                                                  |
| Mertens 24’ | Marcatori | 52’ Sergio Ramos 57’ (aut.) Mertens 90+1’ Morata |

| Arbitro: | Deniz Aytekin |

|                                                                                            |           |            |
| Suárez 3’ Kurzawa 40’ (aut.) Messi 50’ (rig.) Neymar 88’, 90+1’ (rig.) Sergi Roberto 90+5’ | Marcatori | 62’ Cavani |

| Arbitro: | Martin Atkinson |

|                                     |           |  |
| Aubameyang 4’, 61’, 85’ Pulisic 59’ | Marcatori |  |

| Arbitro: | Ovidiu Hațegan |

|                   |           |  |
| Dybala 42’ (rig.) | Marcatori |  |

| Arbitro: | Daniele Orsato |

|                           |           |  |
| Morgan 27’ Albrighton 54’ | Marcatori |  |

| Madrid 15 marzo 2017, ore 20:45 CET | Atlético Madrid            | 0 – 0 referto | Bayer Leverkusen | Estadio Vicente Calderón (49 133 spett.)\| Arbitro: \| Sergej Gennad'evič Karasëv \| |
| Arbitro:                            | Sergej Gennad'evič Karasëv |               |                  |                                                                                      |

| Arbitro: | Gianluca Rocchi |

|                                    |           |          |
| Mbappé 8’ Fabinho 29’ Bakayoko 77’ | Marcatori | 71’ Sané |

#### Tabella riassuntiva
| Squadra 1           | Totale     | Squadra 2         | Andata | Ritorno |
| ------------------- | ---------- | ----------------- | ------ | ------- |
| Manchester City     | 6 - 6 (gt) | Monaco            | 5 - 3  | 1 - 3   |
| Real Madrid         | 6 - 2      | Napoli            | 3 - 1  | 3 - 1   |
| Benfica             | 1 - 4      | Borussia Dortmund | 1 - 0  | 0 - 4   |
| Bayern Monaco       | 10 - 2     | Arsenal           | 5 - 1  | 5 - 1   |
| Porto               | 0 - 3      | Juventus          | 0 - 2  | 0 - 1   |
| Bayer Leverkusen    | 2 - 4      | Atlético Madrid   | 2 - 4  | 0 - 0   |
| Paris Saint-Germain | 5 - 6      | Barcellona        | 4 - 0  | 1 - 6   |
| Siviglia            | 2 - 3      | Leicester City    | 2 - 1  | 0 - 2   |

## Quarti di finale

### Sorteggio
L'esito del sorteggio (senza limitazioni) degli accoppiamenti per i quarti di finale è stato il seguente:
1. Atlético Madrid - Leicester City
2. Borussia Dortmund - Monaco
3. Bayern Monaco - Real Madrid
4. Juventus - Barcellona

### Riassunto delle partite
Allo Juventus Stadium, i padroni di casa della Juventus travolgono nettamente il Barcellona per 3-0, frutto della doppietta di Dybala e della rete di Chiellini (avvenuta sugli sviluppi di un calcio d'angolo battuto da Pjanić), ipotecando prematuramente il discorso qualificazione con una perfetta prestazione corale. Nella gara di ritorno al Camp Nou, gli italiani sfoggiano un'ulteriore prova di forza ed impongono il pari per 0-0 agli spagnoli, gestendo l'ampio margine di vantaggio accumulato all'andata ed ottenendo così l'accesso alle semifinali sul risultato complessivo di 3-0 nel doppio confronto.
Al Westfalenstadion, il Monaco espugna il campo del Borussia Dortmund per 3-2 grazie alla doppietta di Mbappé e all'autogol di Bender, che insacca nella propria porta un cross di Raggi nel tentativo di anticipare l'accorrente Falcao, mentre i teutonici accorciano solamente le distanze con le marcature di Dembélé e Kagawa. In apertura di match, i monegaschi sbagliano inoltre un calcio di rigore con Fabinho, la cui conclusione termina largamente fuori dallo specchio dell'estremo difensore Bürki, lasciando una fievole speranza di rimonta per i padroni di casa in vista del secondo scontro. Nella partita di ritorno allo Stade Louis II, i francesi prevalgono tuttavia nuovamente sui tedeschi, trionfando per 3-1 con le reti di Mbappé, Falcao e Germain, intervallate da quella avversaria ad opera di Reus, ed accedendo dunque alle semifinali dopo tredici anni dall'ultima volta con un aggregato totale di 6-3 nella doppia sfida.
Allo stadio Vicente Calderón, l'Atlético Madrid batte per 1-0 l'esordiente Leicester City con il decisivo gol di Griezmann su calcio di rigore al 28', concesso dall'arbitro Eriksson per un intervento scomposto di Albrighton ai danni dello stesso attaccante francese, tenendo comunque in bilico il discorso qualificazione. Nella gara di ritorno al King Power Stadium, gli spagnoli e gli inglesi non vanno oltre il pari per 1-1 in un incontro molto equilibrato: la rete britannica di Vardy al 61' risponde a quella madrilena di Saúl Ñíguez al 26'. Tale punteggio permette appunto ai finalisti della precedente edizione di qualificarsi alla loro seconda semifinale consecutiva, nonché terza negli ultimi quattro anni, in virtù di un risultato complessivo di 2-1 nel doppio confronto.

#### Andata
| Arbitro: | Szymon Marciniak |

|                              |           |  |
| Dybala 7’, 22’ Chiellini 55’ | Marcatori |  |

| Arbitro: | Daniele Orsato |

|                        |           |                                      |
| Dembélé 57’ Kagawa 84’ | Marcatori | 19’, 79’ Mbappé 35’ (aut.) S. Bender |

| Arbitro: | Jonas Eriksson |

|                      |           |  |
| Griezmann 28’ (rig.) | Marcatori |  |

| Arbitro: | Nicola Rizzoli |

|           |           |                  |
| Vidal 25’ | Marcatori | 47’, 77’ Ronaldo |

#### Ritorno
| Arbitro: | Gianluca Rocchi |

|           |           |                 |
| Vardy 61’ | Marcatori | 26’ Saúl Ñíguez |

| Arbitro: | Viktor Kassai |

|                                      |           |                                         |
| Ronaldo 76’, 105’, 110’ Asensio 112’ | Marcatori | 53’ (rig.) Lewandowski 78’ (aut.) Ramos |

| Barcellona 19 aprile 2017, ore 20:45 CEST | Barcellona    | 0 – 0 referto | Juventus | Camp Nou (96 290 spett.)\| Arbitro: \| Björn Kuipers \| |
| Arbitro:                                  | Björn Kuipers |               |          |                                                         |

| Arbitro: | Damir Skomina |

|                                  |           |          |
| Mbappé 3’ Falcao 17’ Germain 81’ | Marcatori | 48’ Reus |

#### Tabella riassuntiva
| Squadra 1         | Totale | Squadra 2      | Andata | Ritorno     |
| ----------------- | ------ | -------------- | ------ | ----------- |
| Atlético Madrid   | 2 - 1  | Leicester City | 1 - 0  | 1 - 1       |
| Borussia Dortmund | 3 - 6  | Monaco         | 2 - 3  | 1 - 3       |
| Bayern Monaco     | 3 - 6  | Real Madrid    | 1 - 2  | 2 - 4 (dts) |
| Juventus          | 3 - 0  | Barcellona     | 3 - 0  | 0 - 0       |

### Semifinali

#### Andata
| Arbitro: | Martin Atkinson |

|                       |           |  |
| Ronaldo 10’, 73’, 86’ | Marcatori |  |

| Arbitro: | Antonio Mateu Lahoz |

|  |           |                  |
|  | Marcatori | 29’, 59’ Higuaín |

#### Ritorno
| Arbitro: | Björn Kuipers |

|                              |           |            |
| Mandžukić 33’ Dani Alves 44’ | Marcatori | 69’ Mbappé |

| Arbitro: | Cüneyt Çakır |

|                               |           |          |
| Saúl 12’ Griezmann 16’ (rig.) | Marcatori | 42’ Isco |

#### Tabella riassuntiva
| Squadra 1   | Totale | Squadra 2       | Andata | Ritorno |
| ----------- | ------ | --------------- | ------ | ------- |
| Real Madrid | 4 - 2  | Atlético Madrid | 3 - 0  | 1 - 2   |
| Monaco      | 1 - 4  | Juventus        | 0 - 2  | 1 - 2   |

### Finale
| Squadra 1 | Risultato | Squadra 2   |
| --------- | --------- | ----------- |
| Juventus  | 1 - 4     | Real Madrid |

| Arbitro: | Felix Brych |

|               |           |                                           |
| Mandžukić 27’ | Marcatori | 20’, 64’ Ronaldo 61’ Casemiro 90’ Asensio |

## Classifica marcatori
| Gol | Rigori |  | Giocatore                 | Squadra             |
| --- | ------ |  | ------------------------- | ------------------- |
| 10  |        |  | Cristiano Ronaldo         | Real Madrid         |
| 6   |        |  | Kylian Mbappé             | Monaco              |
| 3   |        |  | Pierre-Emerick Aubameyang | Borussia Dortmund   |
| 3   |        |  | Arturo Vidal              | Bayern Monaco       |
| 3   | 1      |  | Paulo Dybala              | Juventus            |
| 3   | 2      |  | Antoine Griezmann         | Atlético Madrid     |
| 2   |        |  | Mario Mandžukić           | Juventus            |
| 2   |        |  | Dani Alves                | Juventus            |
| 2   |        |  | Gonzalo Higuaín           | Juventus            |
| 2   |        |  | Edinson Cavani            | Paris Saint-Germain |
| 2   |        |  | Saúl Ñíguez               | Atlético Madrid     |
| 2   |        |  | Ángel Di María            | Paris Saint-Germain |
| 2   |        |  | Thiago Alcántara          | Bayern Monaco       |
| 2   |        |  | Radamel Falcao            | Monaco              |
| 2   |        |  | Sergio Agüero             | Manchester City     |
| 2   |        |  | Arjen Robben              | Bayern Monaco       |
| 2   |        |  | Leroy Sané                | Manchester City     |
| 2   | 1      |  | Robert Lewandowski        | Bayern Monaco       |
| 2   | 1      |  | Neymar                    | Barcellona          |

Autoreti
 Atlético Madrid  Stefan Savić (1 pro  Bayer Leverkusen)

 Napoli  Dries Mertens (1 pro  Real Madrid)

 Paris Saint-Germain  Layvin Kurzawa (1 pro  Barcellona)

 Borussia Dortmund  Sven Bender (1 pro  Monaco)

 Real Madrid  Sergio Ramos (1 pro  Bayern Monaco)